# 趙子兒
趙子兒（?—?），中國西漢時代皇族女性，為漢高祖劉邦妾侍。
秦二世时，諸侯叛秦，魏豹立爲魏王，趙子兒入魏宮為妾。在魏王宮中，與管夫人、薄姬交好，約定說：“我們三人之中誰先富貴起來，可別忘記大家啊！”漢王刘邦派曹參等俘虜魏王豹，以其西魏國爲郡，管夫人、趙子兒入汉王后宫，先後受到漢王寵幸。但是薄姬没有受到刘邦的寵幸。漢王四年（前203年），管夫人、趙子兒在河南成臯靈台侍候劉邦時，笑着說出当年與薄姬的約定。漢王問起缘由，兩人以事實相告。漢王憐惜薄姬，當晚寵幸後，即有身孕。次年薄姬生下代王劉恆。